# Napoleon House
Das Napoleon House, auch bekannt als Nicholas Girod House und Mayor Girod House, ist ein historisch bedeutsames Gebäude im French Quarter in New Orleans, Louisiana.

## Geschichte
Der damalige Bürgermeister von New Orleans, Nicholas Girod, erbaute im Jahr 1814 das dreistöckige Gebäude, nachdem er das Grundstück von seinem Bruder François Claude Girod im April selben Jahres geerbt hatte. Der Bau schließt an ein zweistöckiges Haus an, das der verstorbene Bruder 1794 errichtet hatte. Die Benennung Napoleon House geht auf eine lokale Überlieferung zurück, laut der Girod ab 1814 führender Kopf einer Verschwörung zur Befreiung Napoleon Bonapartes war. Plan sei es gewesen, Bonaparte nach New Orleans zu bringen, wobei ihm das Napoleon House als Residenz dienen sollte. Drei Tage bevor die Verschwörung in die Tat umgesetzt werden sollte, erreichte die Nachricht von Napoleons Tod auf St. Helena New Orleans. Im Jahr 1920 erwarb Joseph Impastato das Haus, in dem er ab 1914 ein Lebensmittelgeschäft betrieb, und richtete in einem Nebenraum eine Kneipe ein, die bis heute existiert.
Cecil Scott Forester griff in seinem 1957 erschienenen Roman Hornblower in the West Indies die Verschwörung auf, die dem Napoleon House seinen Namen gab.
Am 15. Oktober 1966 wurde das Haus als Contributing Property des Vieux Carré Historic District in das National Register of Historic Places (NRHP) aufgenommen. Seit dem 15. April 1970 hat das Napoleon House den Status einer National Historic Landmark und wird in der Liste als Mayor Girod House geführt. In der Datenbank des NRHP, in die es am gleichen Tag aufgenommen wurde, trägt es die Bezeichnung Nicholas Girod House.
Napoleon House war ein Drehort für den Film JFK – Tatort Dallas von Oliver Stone. In der betreffenden Szene verfolgt der von Kevin Costner dargestellte Jim Garrison in der Bar die Fernsehberichterstattung über das Attentat auf John F. Kennedy an, von dem er wenige Minuten zuvor erfahren hat.

## Baubeschreibung
Die Mauern des dreistöckigen Gebäudes sind mit Stuck verputzt. Das Walmdach hat fünf Dachgauben mit halbkreisförmigen Giebel, von denen vier in die Chartres Street blicken und eines in die St. Louis Street. Auf dem Dach thront eine oktogonale Kuppel. Die von Zierelementen wie Wandpfeilern und Säulen befreite klassizistische Bauform erinnert an den Stil des Louis-seize. Die Etagen wie auch die Fenster des ersten und zweiten Stockwerks sowie das Gesims werden durch flache, geradlinige Reliefbänder akzentuiert, die sie umlaufen. Ein Band verläuft senkrecht entlang der etwas abgerundeten Hausecke. Die erste Etage hat nach vorne hin zwei Balkone mit niedrigem, schmiedeeisernen Geländer. Vom Hof aus, der rückwärtig vom zweistöckigen Gebäudekern aus dem Jahr 1794 begrenzt wird, führt die originale Wendeltreppe durch alle drei Etagen.
Im Verlaufe seiner Geschichte hat das Napoleon House nur wenige bauliche Änderungen erfahren und ist ein ausgezeichnetes Beispiel für ein Stadthaus im französischen Kolonialstil.